# Monterado
Monterado ist ein Ort in der Gemeinde Trecastelli und war bis 2014 eine Gemeinde in der italienischen Region Marken und gehört zur Provinz Ancona.

## Lage
Monterado liegt etwa zehn Kilometer landeinwärts auf der Höhe des Adriaküstenorts Marotta zwischen den Städten Fano im Norden und Senigallia im Süden auf einer Höhe von 161 m. s. l. m.

## Geschichte
Monterado wurde am 13. Juli 1267 gegründet. Damals gab Abt St. Albertino degli Ubaldini vom nahen Kloster Fonte Avellana den Bewohnern des Orts Fràctula (heute Francavilla di Castel Colonna) die Erlaubnis, ein neues Kastell auf einem Berg mit dem Namen „Monterado“ zu gründen.
Am 1. Januar 2014 schloss sich Monterado mit den Gemeinden Ripe und Castel Colonna zur neuen Gemeinde Trecastelli zusammen. Die Gemeinde hatte am 31. Dezember 2013 2192 Einwohner auf 10,3 km². Nachbargemeinden waren in der Provinz Ancona die Gemeinden Castel Colonna, Corinaldo sowie in der Provinz Pesaro und Urbino die Gemeinden Mondolfo, Monte Porzio und San Costanzo.

## Söhne und Töchter des Ortes
- Enzo Paci (1911–1976), Philosoph.